# 퍼펙트 센스
《퍼펙트 센스》(Perfect Sense)는 2011년 개봉한 드라마 영화이다.

## 줄거리
전 세계적으로 원인 불명의 전염병이 퍼지면서 사람들은 하나씩 감각을 잃게 된다. 이 이야기는 질병의 원인을 연구하는 역학자 수잔과 그녀의 아파트 옆 레스토랑에서 일하는 요리사 마이클, 두 사람을 중심으로 전개된다. 감각을 잃는 전염병이 진행되는 가운데 두 사람은 만나 서로에게 끌리고, 곧 사랑에 빠진다.
사람들은 격렬한 감정이나 충동을 느낀 후 차례대로 감각을 잃는다. 처음에는 통제할 수 없는 울음이 터져 나오고, 곧 후각을 잃는다. 불안과 공황 발작이 뒤따르며, 폭식증을 겪은 후에는 미각을 상실한다. 영화는 사람들이 각 감각을 잃어가는 상황에 적응하며 남은 감각을 재발견하고, 이전처럼 살아가려 노력하는 모습을 보여준다. 특히 마이클은 미각과 후각을 잃은 사람들을 위해 요리를 하며 최선을 다한다.
다음으로 청각을 잃게 되는데, 이는 극심한 분노와 격렬한 발작을 동반한다. 마이클이 먼저 이러한 증상을 겪으며 수잔에게 폭언을 퍼붓고, 수잔은 두려움에 도망친다. 이후 수잔 역시 청각을 잃지만, 마이클의 행동이 질병 때문이었다는 것을 알면서도 그를 다시 대면할 용기를 내지 못한다. 사람들은 고통 속에서도 삶을 이어가려 애쓴다. 그러던 어느 날, 전 세계 모든 사람이 갑자기 행복감에 휩싸인다. 수잔은 마이클을 용서했고 여전히 사랑하고 있음을 깨닫고 그에게 달려간다. 두 사람은 다시 만나 포옹하고, 그 순간 전 세계 사람들이 시력을 잃게 된다.

## 출연

### 주연
- 이완 맥그리거 : 마이클 역
- 에바 그린 : 수잔 역
- 코니 닐슨 : 제니 역

### 조연
- 스티븐 딜레인 : 사무엘 역
- 이완 브렘너 : 제임스 역
- 데니스 로슨 : 형사 역
- 앨리스테어 맥켄지 : 바이러스 학자 역
- 제임스 왓슨 : 버스 운전기사 역
- 리처드 맥 : 어프런티스 쉐프 역
- 캐롤라인 패터슨 : 환자 부인 역
- 말콤 쉴즈 : 환자 역
- 아담 스미스 : 바이러스 학자 역
- 샤바나 박쉬 : 간호사 역
- 리즈 스트레인지 : 귀머거리 고객 역
- 덩컨 에일리 제임스 : 킥 복서 역
- 길리언 영 : 노인 가정 간호사 역

## 수상
- 2011년 제37회 시애틀국제영화제 후보 Sci-Fi and Beyond Pathway (데이비드 매켄지)
- 2011년 제59회 산세바스티안국제영화제 후보 요리영화 부문 (데이비드 매켄지)
- 2011년 제65회 에든버러국제영화제 후보 최우수 장편 - 영국 (데이비드 매켄지)
- 2012년 제19회 제라르메 국제판타스틱영화제 후보 비경쟁부문 (데이비드 매켄지)
- 2012년 제23회 팜스프링스 국제영화제 후보 월드 시네마 나우 (데이비드 매켄지)